# بخش باکستر، شهرستان لاک پارل، مینه سوتا
بخش باکستر (به انگلیسی: Baxter Township) یک منطقهٔ مسکونی در ایالات متحده آمریکا است که در Lac qui Parle County واقع شده‌است.
 بخش باکستر ۹۳٫۱ کیلومتر مربع مساحت و ۲۰۹ نفر جمعیت دارد و ۳۱۷ متر بالاتر از سطح دریا واقع شده‌است.